# Финал Кубка Федерации 2010
Финал Кубка Федерации 2010 года — решающие матчи 48-го по счету престижного командного женского теннисного турнира, проходившие в калифорнийской «San Diego Sports Arena» с 6 по 7 ноября. Сборная Италии со счётом 3-1 победила команду США и второй год подряд завоевала почётный трофей. Победное очко на хардовых кортах «San Diego Sports Arena» итальянкам принёсла 28-летняя Флавия Пеннетта, переигравшая в 2 сетах 18-летнюю Коко Вандевеге.

## Путь к финалу

### США

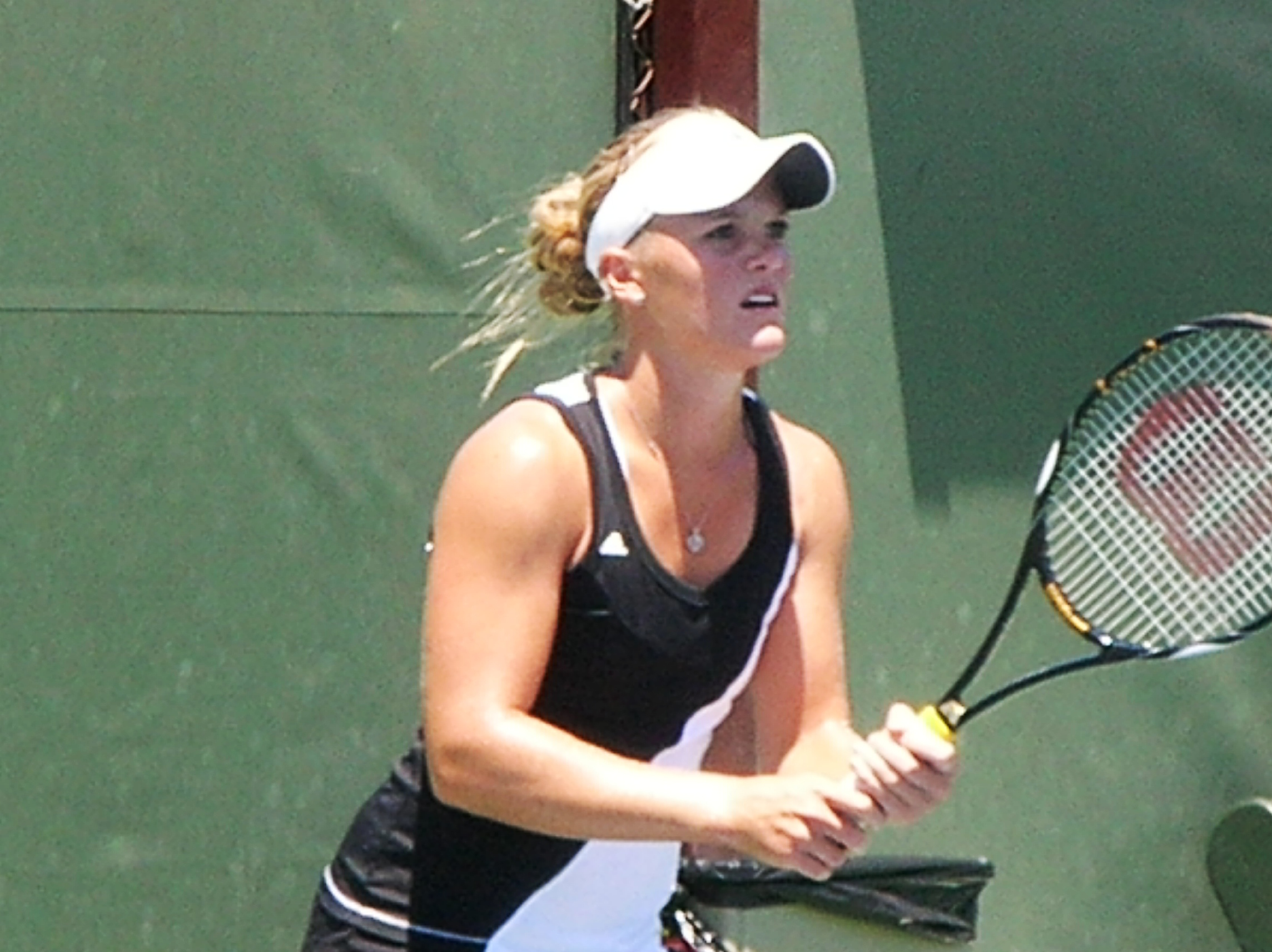
Мелани Уден приносила американкам решающие очки в первом круге (фото 2010 года)

- Первый круг. 6-7 февраля. Лиевен. Франция — США 1-4[1]

Американки, финалистки Кубка Федерации 2009 года, были сеяной командой в 48-м розыгрыше турнира и начали свой путь в первой мировой группе с выездного матча в Лиевене на закрытых грунтовых кортах со сборной Франции. Победные три очка в одиночных матчам американкам принесли Бетани Маттек-Сандс и Мелани Уден. Уроженка Мариетты впервые в своей карьере в Кубке Федерации выигрывает 2 игры в рамках одной матчевой встречи.
- Полуфинал. 24-25 апреля. Бирмингем. США — Россия 3-2[2]

В полуфинале американки играли дома, на хардовых кортах стадиона «BJCC Arena». Хозяевам вновь (в 8 матче кубка подряд) пришлось обходиться без многолетних лидеров национального тенниса — сестёр Уильямс. Однако и гости по разным причинам потеряли почти всех лидеров и заявили на матч только Елену Дементьеву. Потери команды Шамиля Тарпищева оказались более значимыми — двух побед Дементьевой хватило только для того, чтобы довести встречу до решающего парного матча, в котором более сыгранный американский дуэт относительно легко принёс команде Мэри-Джо Фернандес решающее очко и путёвку во второй финал турнира подряд.
Американки в 28-й раз в своей истории вышли в финал Кубка Федерации, и во второй раз за два года управления сборной Мэри-Джо Фернандес. В этих матчах на счету американок 17 побед.

### Италия

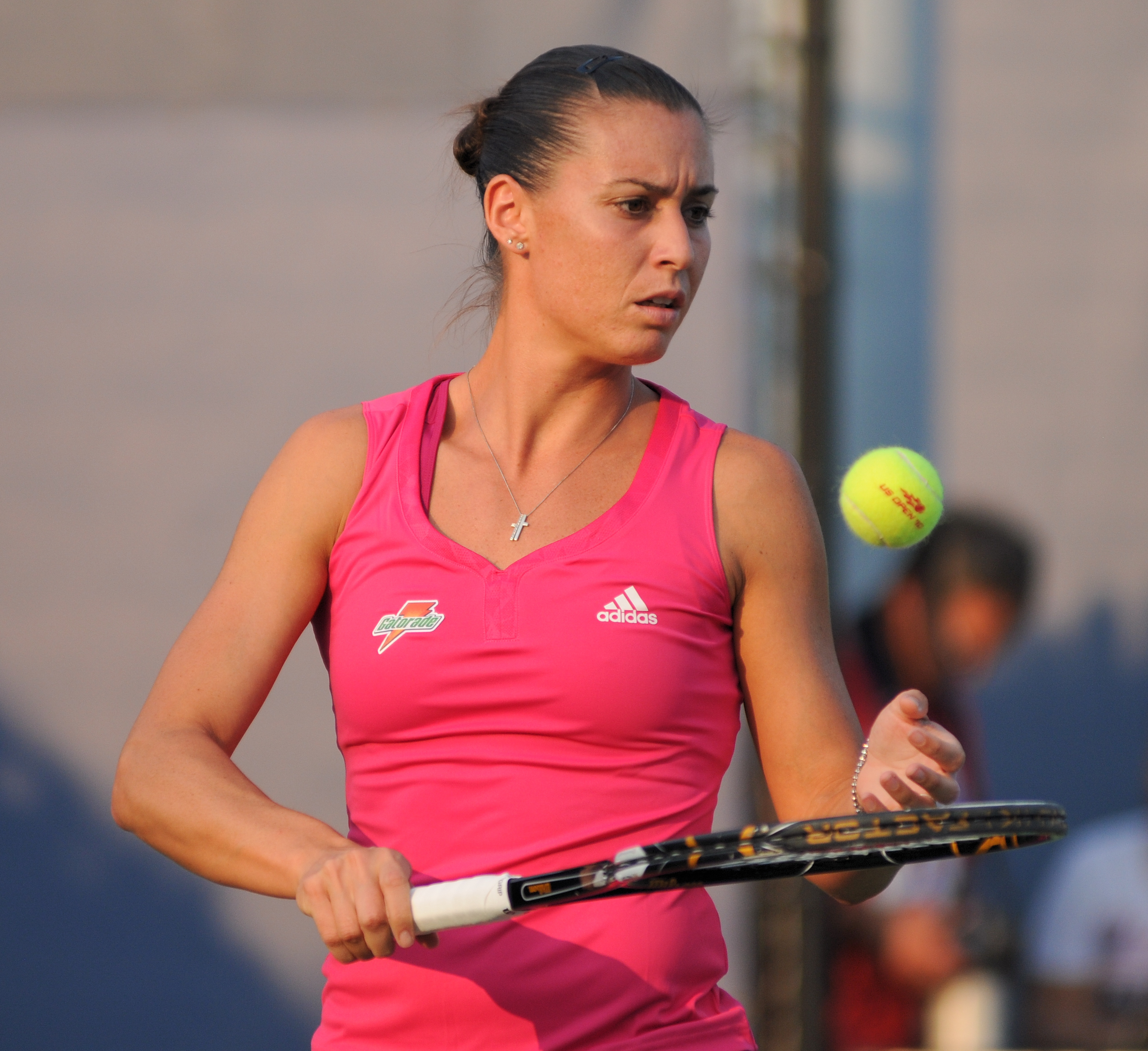
Флавия Пеннетта (фото 2010 года) принёсла Италии победное очко в полуфинале

- Первый круг. 6-7 февраля. Харьков. Украина — Италия 1-4[3]

После прошлогоднего выигрыша Кубка итальянки возглавили посев в мировой группе. В соперницы в первом раунде им досталась команда-дебютант 1-й мировой группы — сборная Украины. Матч выпало провести на территории команды из бывшего СССР. Принимающая сторона решила провести матч в зале на хардовых кортах. Украинки начали матчевую встречу с победы (Алёна Бондаренко отдала второму номеру итальянок Франческе Скьявоне лишь 5 геймов в двух сетах), но в дальнейшем уступили три игры подряд и проиграли встречу. Победное очко команде Коррадо Бараццути принесла Франческа Скьявоне, переигравшая в трёх сетах младшую сестру Бондаренко — Катерину.
- Полуфинал. 24-25 апреля. Рим. Италия — Чехия 5-0[4]

В полуфинале итальянки на кортах римского стадиона им. Николы Питранджелли принимали чешек. Гостьи в пяти матчах не смогли взять у итальянок ни сета и закономерно проиграли встречу. Решающее очко хозяйкам кортов принесла Флавия Пеннетта.
Италия в четвёртый раз в истории (и за последние пять лет) вышла в финал Кубка Федерации. В предыдущих решающих играх победы давались итальянкам через раз: в 2006 году они переиграли сборную Бельгии, в 2007 году уступили России, а в 2009 году переиграли сборную США.

## Перед матчем

### История встреч
США и Италия встречались в 11й раз в своей истории. Сборная США вела по личным встречам 9-1, однако единственное поражение потерпела именно в последней встрече — в финале Кубка-2009.

#### Баланс матчей участников финала между собой на уровне WTA/ITF
Одиночный разряд; на 1 ноября 2010 года; счёт от итальянских теннисисток.
| Игроки   | Маттек-Сандс | Уден | Вандевеге | Хубер |
| -------- | ------------ | ---- | --------- | ----- |
| Скьявоне | 0-0          | 2-0  | 0-0       | 0-0   |
| Пеннетта | 4-1          | 1-0  | 1-0       | 0-0   |
| Винчи    | 0-1          | 1-0  | 0-0       | 0-1   |
| Эррани   | 0-0          | 1-0  | 0-0       | 0-0   |

### Составы и состояние команд

#### США
Капитан сборной США Мэри-Джо Фернандес включила в состав на финал 25-летнею Бетани Маттек-Сандс (№ 58 мирового одиночного рейтинга и № 17 парного рейтинга), 19-летнею Мелани Уден (№ 67 и № 136), 18-летнею Коко Вандевеге (№ 114 и № 304) и 34-летнею Лизель Хубер (№ 3 парного рейтинга). В составе американок не было двух сильнейших игроков страны тех лет — сестёр Уильямс, пропускавших конец того сезона из-за различных травм.

#### Италия
Капитан сборной России Коррадо Бараццутти заявил на финал 30-летнею Франческу Скьявоне (№ 7 мирового одиночного рейтинга и № 43 парного рейтинга), 28-летнею Флавию Пеннетту (№ 23 и № 2), 27-летнею Роберту Винчи (№ 38 и № 39) и 23-летнею Сару Эррани (№ 42 и № 32). Заявка итальянской сборной неизменна на протяжении шести последних матчей.
Лидеры сборной Италии — Флавия Пеннетта и Франческа Скьявоне — прибыли в Сан-Диего непосредственно из Катара — с финального турнира WTA.

### Жеребьёвка
Жеребьёвка финала состоялась в пятницу, 5 ноября.

## Ход матча
| США 1 | San Diego Sports Arena, Сан-Диего, США 6-7 ноября, 2010 хард(i) | San Diego Sports Arena, Сан-Диего, США 6-7 ноября, 2010 хард(i) | Италия 3 |           |   |  |
| \| \| \| \| 1 \| 2 \| 3 \| \| \| - \| \| ------------------------------------------------------ \| ---- \| --------- \| - \| \| \| 1 \| \| Коко Вандевеге Франческа Скьявоне \| 2 6 \| 4 6 \| \| \| \| 2 \| \| Бетани Маттек-Сандс Флавия Пеннетта \| 65 7 \| 2 6 \| \| \| \| 3 \| \| Мелани Уден Франческа Скьявоне \| 6 3 \| 6 1 \| \| \| \| 4 \| \| Коко Вандевеге Флавия Пеннетта \| 1 6 \| 2 6 \| \| \| \| 5 \| \| Лизель Хубер / Мелани Уден Сара Эррани / Роберта Винчи \| \| не сыгран \| \| \| |                                                                 |                                                                 |          |           |   |  |
| |                                                                 |                                                                 | 1        | 2         | 3 |  |
| 1 | Флаг США · Флаг Италии                                          | Коко Вандевеге Франческа Скьявоне                               | 2 6      | 4 6       |   |  |
| 2 | Флаг США · Флаг Италии                                          | Бетани Маттек-Сандс Флавия Пеннетта                             | 65 7     | 2 6       |   |  |
| 3 | Флаг США · Флаг Италии                                          | Мелани Уден Франческа Скьявоне                                  | 6 3      | 6 1       |   |  |
| 4 | Флаг США · Флаг Италии                                          | Коко Вандевеге Флавия Пеннетта                                  | 1 6      | 2 6       |   |  |
| 5 | Флаг США · Флаг Италии                                          | Лизель Хубер / Мелани Уден Сара Эррани / Роберта Винчи          |          | не сыгран |   |  |

### Первый день
Выбор Мэри-Джо в пользу Вандевеге не принёс результата. Юная американка относительно быстро отдала гейм на своей подаче и, в итоге, уступила первый сет 2-6. Во втором Коко смогла завязать борьбу — быстро отдав гейм на своей подаче она смогла почти тут же смогла взять гейм на подаче соперницы и сравнять счёт в сете (4-4), но затем вновь отдала гейм на своей подаче и проиграла свой дебютный матч за сборную.
Маттек-Сандс также не вполне удачно начала матч — после семи геймов Бетани уступала 2-5 и Флавия подавала на сет. В дальнейшем американке удаётся переломить ход матча и взять четыре гейма подряд. Далее, однако, Флавии удаётся взять гейм на своей подаче и довести сет до тай-брейка, где итальянка оказывается сильнее (7-4). Во втором сете Флавия быстро берёт гейм на подаче соперницы, после уверенно заканчивает сет и матч. Итальянки ведут после первого дня 2-0.

### Второй день
Оказавшись в матче от поражения Мэри-Джо решается на замену — Маттек-Сандс отправляется в запас, а на игру против Скьявоне выходит Мелани Уден. Замена приносит пользу — не игравшая матчей в рамках профессионального тура юная американка отдает лидеру сборной Италии лишь четыре гейма и сокращает разрыв в матчевой встрече до минимума.
Этим, правда, всё и ограничилось — Пеннетта уверенно обыгрывает Вандевеге в четвёртой встрече 6-1 6-2 и приносит Италии третий титул чемпионок Кубка Федерации. Парную встречу решено было не проводить.